# Monique Ahrens
Monique Ahrens (* 9. April 1939 in Berlin, eigentlich Monika Sauest; † 26. Januar 2024 in New York City), anfangs auch Monika Ahrens, war eine deutsche Schauspielerin, Fernsehansagerin und Synchronsprecherin. In den USA trat sie auch unter dem Namen Monique Montaigne auf.

## Leben und Karriere
Monique Ahrens’ leiblicher Vater war der Generalvertreter und Offizier Heinz Sauest, der 1943 bei einem Bombenangriff in Berlin ums Leben kam. Ihre Mutter Anna Maria „Anita“ Gütermann, Miterbin der Nähseidenfabrik Gütermann, war von 1942 bis 1958 mit dem Dirigenten Herbert von Karajan verheiratet. Ahrens wuchs im Berliner Tiergartenviertel auf. Nach dem Krieg besuchte sie angeblich das Internat „Reichartsbeuren“ (ein solcher Ort existiert nicht, vermutlich ist das im Landkreis Bad Tölz gelegene Internat Schloss Reichersbeuern gemeint). Anschließend arbeitete sie als Mannequin für Pelzmoden und nahm in Salzburg Schauspielunterricht. Danach war sie an der Jugendbühne München und betätigte sich bei den Kammerspielen als Souffleuse. Ihre erste Rolle erhielt die dunkelhaarige Berlinerin 1958 in dem Heinz-Erhardt-Film Vater, Mutter und neun Kinder. Obwohl sie drei Jahre jünger als ihre Kollegin Renate Küster war, spielte sie deren ältere, bereits verheiratete Schwester Lene. Auch ihre beiden im Film jüngeren Brüder wurden von älteren Darstellern verkörpert. 1959 erhielt Ahrens die Gelegenheit, in dem US-amerikanischen Spielfilm A Dog of Flanders mitzuwirken, der auf dem Roman der britischen Autorin Marie Louise de la Ramée basierte. Der Film gelangte jedoch nicht in die deutschen Kinos und wurde erst 1994 unter dem Titel Patrasche, mein kleiner Freund im Fernsehen gezeigt. Zudem wurde sie in der von Kirk Douglas produzierten Fernsehserie Tales of the Vikings besetzt, in der sie die Sklavin eines von Akim Tamiroff verkörperten Wikingers spielte. Allerdings blieb ihr Name unerwähnt und die Serie wurde in Deutschland nicht ausgestrahlt.
Über den Sportreporter Sammy Drechsel kam sie zum Bayerischen Rundfunk, wo sie ab 1960 als Fernsehansagerin tätig war. Im Mai 1960 erschien ihr Foto auf dem Cover des Magazins Stern. Die Ausgabe enthielt einen längeren Artikel des Journalisten Walter Haas, der über ihre Arbeit als Ansagerin berichtete. Doch schon Anfang 1962 gab sie ihre Tätigkeit beim Bayerischen Rundfunk auf, um sich verstärkt ihrer Schauspielkarriere zu widmen.
Im selben Jahr versuchte sie sich auch als Sängerin und veröffentlichte die Singles Ich hab´ mein Herz gefragt und Sonne, Mond und Sterne. Der erhoffte Erfolg blieb jedoch aus.
1964 sah man sie noch in dem mehrfach ausgezeichneten Spielfilm Kennwort: Reiher. Anschließend ging Ahrens in die USA, wo sie unter dem Namen Monique Montaigne in dem Musical Dominique – Die singende Nonne, sowie in zwei Fernsehproduktionen auftrat. Es gelang ihr jedoch nicht, sich im US-amerikanischen Filmgeschäft zu etablieren. Nach dem Ende ihrer Filmlaufbahn arbeitete sie in New York für den Pianisten Yefim Bronfman als Sekretärin. 20 Jahre später zog sie in den kleinen Ort Amenia, wo sie u. a. als Schreibkraft in der Stadtverwaltung tätig war. 2011 brannte ihre Wohnung infolge eines technischen Defektes vollkommen aus. Da sie keine Hausratversicherung besaß, war sie auf die Unterstützung von Freunden und Nachbarn angewiesen, die eine Spendenaktion organisierten.
Monique Ahrens starb am 26. Januar 2024 in einem Hospiz in New York. Sie hinterlässt eine Tochter namens Jessica Montaigne und eine Enkeltochter.

## Filmografie
als Monika Ahrens
- 1958: Vater, Mutter und neun Kinder

als Monique Ahrens
- 1960: Tales of the Vikings (Fernsehserie), ungenannt
- 1960: Patrasche, mein kleiner Freund (A Dog of Flanders)
- 1960: Geheimauftrag für John Drake (Fernsehserie) – Folge: Der zweite Schlüssel
- 1962: Der erste Frühlingstag (Fernsehfilm)
- 1963: Der grüne Kakadu (Fernsehfilm)
- 1963: Der Tod des Handlungsreisenden (Fernsehfilm)
- 1964: Kennwort: Reiher
- 1964: Mondo nudo – Nackte Welt (Erzählstimme der deutschen Fassung)

als Monique Montaigne
- 1966: Dominique – Die singende Nonne
- 1968: Garrison's Gorillas (Fernsehserie) – Folge: The War Diamonds
- 1968: Julia (Fernsehserie) – Folge: Mama´s Man

## Diskografie
- 1962: Ich hab´mein Herz gefragt/Das ist der schönste Tag seit langer Zeit (Ich liebe dich) – Telefunken
- 1962: Sonne, Mond und Sterne/Die Liebe bleibt, auch wenn du gehst – Telefunken

## Veröffentlichungen
- Monique Montaigne: Un'aura amorosa: The Search for József Réti. In: The Opera Quarterly, Volume 9, Issue 3, Spring 1993, Pages 10–27